# Sonja Nef
Sonja Nef (* 19. April 1972 in Grub) ist eine ehemalige Schweizer Skirennfahrerin. Sie war auf die Disziplinen Riesenslalom und Slalom spezialisiert, von 1996 bis 2006 war sie Mitglied der Schweizer Nationalmannschaft. Schwere Knieverletzungen gefährdeten in den ersten Jahren mehrmals die Fortführung ihrer sportlichen Karriere. Nef konnte sich dennoch durchsetzen und gehörte um die Jahrtausendwende zu den weltweit besten Riesenslalomfahrerinnen. Ihre grössten Erfolge waren der Weltmeistertitel 2001 und die olympische Bronzemedaille 2002. Im Alpinen Skiweltcup gewann sie 15 Rennen und erzielte 17 weitere Podestplätze. In den Jahren 2001 und 2002 entschied sie die Riesenslalom-Disziplinenwertung für sich, 2002 war sie Dritte der Gesamtwertung. Siebenmal errang sie einen Schweizer Meistertitel.

## Biografie

### Langwierige Verletzung
Als knapp 16-Jährige wurde Nef, die als grosses Talent galt, 1988 in das C-Kader von Swiss-Ski aufgenommen, womit der Weg zum Spitzensport vorgezeichnet schien. Im darauf folgenden Jahr nahm sie an den österreichischen Jugendmeisterschaften teil; dabei stürzte sie im Super-G und zog sich einen Kreuzbandriss im rechten Knie zu. Der behandelnde Arzt übersah kleine Einrisse im Knorpel, was zu langwierigen Komplikationen führte. Bei FIS-Rennen war Nef der inländischen Konkurrenz deutlich unterlegen. Zwei weitere Operationen im Jahr 1991 brachten keine Linderung, und es zeigten sich erste Anzeichen einer Arthrose. Erst nach einem Wechsel des Arztes und der vierten Operation stellte sich eine Verbesserung ein.
Swiss-Ski stufte Nef 1992 wegen ausbleibender Erfolge in den Ostschweizer Regionalverband zurück. Zwar war sie nun auf die finanzielle Unterstützung ihrer Eltern angewiesen, konnte aber erstmals nach drei Jahren wieder beschwerdefrei trainieren. In der Saison 1992/93 gewann sie mit hohen Startnummern mehrere FIS-Rennen und erreichte auch im Europacup vordere Platzierungen. Obwohl sie keinem nationalen Kader mehr angehörte, durfte sie am 20. März 1993 erstmals an einem Weltcuprennen teilnehmen. Mit Platz 22 beim Riesenslalom in Vemdalen gewann sie auf Anhieb die ersten Weltcuppunkte. Es folgten der erste Schweizer Meistertitel und die Aufnahme in das B-Kader. Im Sommer 1993 brach erneut ein Stück Knorpel vom rechten Knie ab, was die fünfte Operation erforderte. Nef entschied, sich fortan auf die Disziplinen Riesenslalom und Slalom zu beschränken, da Abfahrten und Super-G-Rennen ihre Gesundheit zu sehr beeinträchtigen würden.

### Etablierung
In der Saison 1993/94 musste Nef ihre Einsätze dosieren und fuhr nur zweimal in die Punkteränge. Die Saison 1994/95 brachte mit drei Ergebnissen unter den besten zehn eine deutliche Steigerung, woraufhin sie in die Nationalmannschaft aufgenommen wurde. Der Vorstoss an die Weltspitze gelang ihr schliesslich in der Saison 1995/96. Am 6. Januar 1996 schaffte Nef mit Platz 2 im Riesenslalom in Maribor die erste Podestplatzierung in einem Weltcuprennen. Drei Wochen später gewann sie den Slalom in Sestriere. Bei den Weltmeisterschaften 1996 in der Sierra Nevada führte sie nach dem ersten Lauf des Riesenslaloms mit über einer Sekunde Vorsprung. Sie hielt jedoch der nervlichen Belastung nicht stand und schied im zweiten Lauf nach nur vier Toren aus.
Im März 1996 musste sich Nef ihr rechtes Knie zum sechsten Mal wegen eines Knorpelschadens operieren lassen. Das Ende der Karriere schien absehbar, weshalb sie nach alternativen Behandlungsmethoden Ausschau hielt. Nationaltrainer Theo Nadig empfahl ihr einen Facharzt, und in den nächsten Jahren liess sie sich von diesem alle sechs Wochen Fischöl in das Knie injizieren, um weiteren Knorpelschäden vorzubeugen. Darüber hinaus stellte Nef ihr Trainingsprogramm komplett um, da an ein geregeltes Training mit dem übrigen Team nicht mehr zu denken war. Sie engagierte einen Privattrainer; zunächst auf eigene Kosten, später vom Verband bezahlt.
Die Saison 1996/97 war von zahlreichen Ausfällen geprägt. Das beste Ergebnis war ein dritter Platz im Riesenslalom von Cortina d’Ampezzo, bei den Weltmeisterschaften 1997 in Sestriere belegte Nef in derselben Disziplin den achten Platz. In der Saison 1997/98 fuhr Nef deutlich konstanter, mit einem zweiten Platz als bestem Ergebnis. Sie qualifizierte sich für die Olympischen Winterspiele 1998 in Nagano, schied aber im Riesenslalom und im Slalom jeweils im ersten Lauf aus. Ähnlich verlief die Saison 1998/99; im Riesenslalom wurde sie je einmal Zweite und Dritte, der erste Sieg in ihrer stärksten Disziplin liess aber weiterhin auf sich warten. Eher enttäuschend endete für sie die Saison 1998/99 in Vail, wo sie Elfte im Riesenslalom wurde und im Slalom ausschied.

### An der Weltspitze
Nef stiess im Winter 1999/2000 endgültig an die Weltspitze vor. Zum Auftakt der Weltcupsaison in Tignes gewann sie am 31. Oktober 1999 ihren ersten Riesenslalom. Es folgten zwei weitere Siege in Åre und Sestriere sowie ein zweiter Platz. Im Slalom klassierte sie sich sechsmal unter den besten zehn. In der Riesenslalom-Disziplinenwertung musste sie sich lediglich Michaela Dorfmeister geschlagen geben, in der Gesamtwertung belegte sie den sechsten Platz.
In der Saison 2000/01 erwies sich Nef im Riesenslalom als überlegen. Sie gewann sechs von acht Weltcuprennen, fünf davon in Folge. Hinzu kam ein Sieg in einem Slalom, wobei sie als einzige die Dominanz von Seriensiegerin Janica Kostelić durchbrechen konnte. Sie entschied die Riesenslalom-Disziplinenwertung mit grossem Vorsprung für sich und belegte in der Slalomwertung den zweiten Platz, was ihr in der Gesamtwertung den vierten Platz einbrachte. Höhepunkt der Saison waren die Weltmeisterschaften 2001 in St. Anton am Arlberg. Mit deutlicher Bestzeit in beiden Läufen gewann Nef die Goldmedaille im Riesenslalom, im Slalom fuhr sie auf den siebten Platz. Aufgrund dieser Leistungen wurde sie zur Sportlerin des Jahres gewählt.
Ähnlich erfolgreich war Nef im Winter Saison 2001/02. Sie gewann drei Riesenslaloms und erzielte drei weitere Podestplätze. Auch im Slalom stand sie dreimal auf dem Podest, ohne jedoch ein Rennen gewinnen zu können. Ende des Winters reichte ihr dies zum erneuten Gewinn der Riesenslalom-Disziplinenwertung, zum vierten Platz in der Slalomwertung und zum dritten Platz in der Gesamtwertung. Bei den Olympischen Winterspielen 2002 in Salt Lake City gewann sie im Riesenslalom hinter Janica Kostelić und Anja Pärson die Bronzemedaille.

### Erneute Verletzungssorgen und Rücktritt
Nef konnte im Winter der Saison 2002/03 das hohe Niveau zu Beginn noch halten. Am 4. Januar 2003 gewann sie in Bormio letztmals einen Weltcup-Riesenslalom, hinzu kamen ein zweiter Platz und einige Ergebnisse unter den besten zehn. Bei den Weltmeisterschaften 2003 in St. Moritz fuhr sie im Riesenslalom auf den sechsten und im Slalom auf den achten Platz. Ende Februar 2003 erlitt sie beim Training einen weiteren Kreuzbandriss und musste die Saison vorzeitig beenden.
Die Verletzung machte sich im folgenden Winter 2003/04 in einem sinkenden Leistungsniveau bemerkbar. Zwar konnte Nef im Slalom letztmals einen Podestplatz erzielen, weitere gute Ergebnisse wurden aber seltener. Dieser Trend setzte sich im Winter 2004/05 fort. Ihre besten Platzierungen waren zwei fünfte Plätze. In der Saison 2005/06 machte ihr eine Entzündung der Hüfte zu schaffen. Nef war nie besser als auf dem 20. Platz klassiert und konnte sich nicht für die Olympischen Winterspiele 2006 qualifizieren. Anlässlich einer Pressekonferenz am Rande der olympischen Rennen in Sestriere gab sie am 21. Februar 2006 ihren sofortigen Rücktritt vom Spitzensport bekannt. In einer von ihrer Ausrüsterfirma veranstalteten und von vielen aktuellen und ehemaligen Skistars besuchten «Farewell-Party» in Zürs verabschiedete sie sich am 28. März 2006, gemeinsam mit Hilde Gerg, offiziell vom Rennsport. Als Abschiedsgeschenk erhielten sowohl Nef als auch Gerg einen Ski überreicht, auf dem der Schriftzug «You never ski alone» eingraviert ist.

## Privates
Sonja Nef ist seit 1994 mit dem Österreicher Hans Flatscher liiert und seit 2011 mit ihm verheiratet. Das Paar hat zwei Töchter (* 2006, * 2008) und einen Sohn (* 2013). Flatscher war während Nefs Sportkarriere als Alpinskitrainer beim Deutschen Skiverband tätig, später bei Swiss-Ski (2012 bis 2018 als Cheftrainer der Damen-Nationalmannschaft). Vorübergehend lebte Nef in Unken im Pinzgau, zog aber noch vor dem Karriereende in die Schweiz zurück. Von 2005 bis 2010 gehörte sie dem Stiftungsrat des Kinderdorfes Pestalozzi in Trogen an.

## Erfolge

### Olympische Spiele
- Salt Lake City 2002: 3. Riesenslalom

### Weltmeisterschaften
- Sestriere 1997: 8. Riesenslalom
- Vail/Beaver Creek 1999: 11. Riesenslalom
- St. Anton 2001: 1. Riesenslalom, 7. Slalom
- St. Moritz 2003: 6. Slalom, 8. Riesenslalom

### Weltcupwertungen
Sonja Nef gewann zweimal die Disziplinenwertung im Riesenslalom.
| Saison  | Gesamt | Gesamt | Riesenslalom | Riesenslalom | Slalom | Slalom |
| Saison  | Platz  | Punkte | Platz        | Punkte       | Platz  | Punkte |
| ------- | ------ | ------ | ------------ | ------------ | ------ | ------ |
| 1992/93 | 120.   | 9      | 56.          | 9            | –      | –      |
| 1993/94 | 106.   | 12     | 47           | 12           | –      | –      |
| 1994/95 | 48.    | 141    | 15.          | 141          | –      | –      |
| 1995/96 | 15.    | 489    | 5.           | 292          | 11.    | 197    |
| 1996/97 | 23.    | 270    | 13.          | 148          | 20.    | 122    |
| 1997/98 | 16.    | 443    | 4.           | 359          | 26.    | 63     |
| 1998/99 | 15.    | 454    | 4.           | 353          | 21.    | 101    |
| 1999/00 | 6.     | 789    | 2.           | 602          | 14.    | 187    |
| 2000/01 | 4.     | 1060   | 1.           | 676          | 2.     | 384    |
| 2001/02 | 3.     | 904    | 1.           | 574          | 4.     | 330    |
| 2002/03 | 13.    | 494    | 5.           | 329          | 14.    | 165    |
| 2003/04 | 29.    | 283    | 16.          | 120          | 19.    | 163    |
| 2004/05 | 24.    | 275    | 17.          | 135          | 14.    | 140    |
| 2005/06 | 82.    | 38     | 38.          | 20           | 38.    | 18     |

### Weltcupsiege
Nef errang 32 Podestplätze, davon 15 Siege:
| Datum             | Ort               | Land       | Disziplin    |
| ----------------- | ----------------- | ---------- | ------------ |
| 26. Januar 1996   | Sestriere         | Italien    | Slalom       |
| 31. Oktober 1999  | Tignes            | Frankreich | Riesenslalom |
| 17. Februar 2000  | Åre               | Schweden   | Riesenslalom |
| 11. März 2000     | Sestriere         | Italien    | Riesenslalom |
| 16. November 2000 | Park City         | USA        | Riesenslalom |
| 19. Dezember 2000 | Sestriere         | Italien    | Riesenslalom |
| 30. Dezember 2000 | Semmering         | Österreich | Riesenslalom |
| 6. Januar 2001    | Maribor           | Slowenien  | Riesenslalom |
| 21. Januar 2001   | Cortina d’Ampezzo | Italien    | Riesenslalom |
| 10. März 2001     | Åre               | Schweden   | Slalom       |
| 11. März 2001     | Åre               | Schweden   | Riesenslalom |
| 16. Dezember 2001 | Val-d’Isère       | Frankreich | Riesenslalom |
| 4. Januar 2002    | Maribor           | Slowenien  | Riesenslalom |
| 9. März 2002      | Flachau           | Österreich | Riesenslalom |
| 4. Januar 2003    | Bormio            | Italien    | Riesenslalom |

### Weitere Erfolge
- 7 Schweizer Meistertitel
  - Riesenslalom 1993, 2000, 2001 und 2002
  - Slalom 2000, 2001, 2004
- 2 Siege im Nor-Am Cup
- 4 Siege in FIS-Rennen (Ergebnisse erst ab 1994/95 verfügbar)

## Quelle
- Internationales Sportarchiv (Munzinger-Archiv), Ausgabe 23/2001